# Mekka-Manifest
Das Mekka-Manifest ist ein Manifest des Internationalen Islamischen Gelehrtenrats (Islamic Fiqh Council), das am 10. Januar 2002 in Mekka verabschiedet wurde. Es entstand in Reaktion auf die Terroranschläge am 11. September 2001 in den Vereinigten Staaten. Explizite Bezugnahme auf die Anschläge vom 11. September 2001 finden sich in dem Manifest allerdings nicht. Zunächst wird betont, dass der Islam den Schutz von menschlichem Leben, Ehre, Eigentum und Religion fordert. Gewaltsame Akte und Terrorismus, der von Individuen, Gruppen oder Staaten gegen andere Menschen ohne „gerechten“ Grund verübt wird, sind sowohl in der Scharia als auch in der Sunna verboten. Die schrecklichste Form des Terrorismus ist dabei der von Staaten ausgeübte. Das Manifest nennt namentlich den „Terrorismus“, der angeblich von Israel an den Palästinensern und von Serben in Bosnien-Herzegovina und dem Kosovo verübt wird. Die Autoren unterscheiden weiter zwischen legitimen Dschihad und illegitimen Terrorismus. Inwieweit legitimer Dschihad gewaltvoll sein kann, wird nicht weiter expliziert. Das Ziel des legitimen Dschihad dagegen ist klar definiert: Er wendet sich gegen Unterdrückung und Aggression und zielt darauf ab „Gerechtigkeit“ und „Wahrheit“ zu etablieren. Illegitim dagegen ist der „gewaltsame Akt“ der darauf abzielt, Land zu okkupieren, der in nationale Souveränität einzugreifen versucht, der Zivilisten einschüchtert und sie zu Flüchtlingen macht.

## Sekundärliteratur
- Bernhard Uhde: »Kein Streitgrund zwischen uns und euch« (Koran 42, 15). Bemerkungen zum Friedenspotenzial der Weltreligionen. In: Herrmann Weber (Hrsg.): Globale Mächte und Gewalten – Wer steuert die Welt? Die Verantwortung der Weltreligionen. Ostfildern 2011, S. 128–145.